# Канентъявр
Канентъявр (также Камнтъявр) — пресноводное озеро ледникового происхождения в Мурманской области России, находится на территории Кольского района.
Название озера происходит от саамских корней камнть — невидимое, скрывающееся и ярв — озеро.
Расположено на севере области, северо-западнее озера Пуарентъявр, в левобережье среднего течения реки Териберки, в 42 километрах к юго-востоку от Мурманска. Находится на высоте 182,9 метра над уровнем моря. Форма озера серповидная, максимальная длина — около 8,56 км, в центральной части ширина достигает 2,31 км. Имеется множество островов, мысов, проток. Площадь озера — 10,4 км². Водосборная площадь — 220,6 км² Водородный показатель pH колеблется от 6,31 до 6,42 при среднем значении 6,36. Общая минерализация воды варьируется от 13,4 до 20,9 мг/л.
На юге впадает река Нерентъяврйок, которая, вытекая из озера на северо-востоке, меняет своё название на Кольйок, протекает через ряд озёр и впадает в Териберку. На востоке протокой соединено с озером Полмасъявр. К северу расположена гора Цезевыд высотой 232,6 м. Возвышенности с отметками 291,5 м и 238,0 м находятся на юге и востоке.
Берега изрезаны, низкие, каменистые, в отдельных местах — заболоченные участки и песчаные пляжи. Кустарник и берёзовое редколесье покрывают берега. На северном берегу — турбаза. Вдоль северного берега проходит автотрасса 47К050 Кола — Серебрянская ГЭС.
По уровню биомассы фитопланктона и содержанию хлорофилла озеро Канентъявр относится к олиготрофным.